# Symmach
Symmach – imię męskie pochodzenia greckiego (σύμμαχος), oznaczające "sojusznik w walce, towarzysz broni". Wśród patronów – św. Symmach, papież.
Symmach imieniny obchodzi 19 lipca.